# 1813
| [ Edytuj tabelę ]              | |
| Książę Warszawski              | - 1807 Fryderyk August I 1815 |
| Emir Afganistanu               | - 1809 Mahmud Szah Durrani 1818 |
| Cesarz Austrii                 | - 1804 Franciszek II Habsburg 1835 |
| Król Bawarii                   | - 1805 Maksymilian I Józef 1825 |
| Sułtan Brunei                  | - 1807 Muhammad Kanzul Alam 1829 |
| Cesarz Chin                    | - 1796 Jiaqing 1820 |
| Król Czech                     | - 1792 Franciszek II Habsburg 1835 |
| Król Danii                     | - 1808 Fryderyk VI 1839 |
| Dalajlama                      | - 1806 Lungtok Gjaco 1815 |
| Władca Egiptu                  | - 1805 Muhammad Ali 1848 |
| Cesarz Francuzów               | - 1804 Napoleon Bonaparte 1814 |
| Prezydent Haiti                | - 1806 Alexandre Pétion 1818 |
| Król Haiti                     | - 1811 Henryk I 1820 |
| Król Hawajów                   | - 1810 Kamehameha I 1819 |
| Król Hiszpanii                 | - 1808 Józef Bonaparte 1813 - 1813 Ferdynand VII 1833                                                                                  |
| Szach Iranu                    | - 1797 Fath Ali Szah 1834 |
| Państwo Wielkich Mogołów       | - 1806 Akbar Szah II 1837 |
| Król Irlandii                  | - 1760 Jerzy III Hanowerski 1820 |
| Cesarz Japonii                 | - 1779 Kōkaku 1817 |
| Kalif                          | - 1808 Mahmud II 1839 |
| Patriarcha Konstantynopola     | - 1809 Jeremiasz IV 1813 - 1813 Cyryl VI 1818                                                                                          |
| Władca Korei                   | - 1800 Sunjo 1834 |
| Emir Kuwejtu                   | - 1762 Abd Allah I 1814 |
| Książę Liechtensteinu          | - 1805 Jan I 1836 |
| Sułtan Maroka                  | - 1792 Maulaj Sulajman 1822 |
| Król Nepalu                    | - 1799 Girvan Yudha 1816 |
| Premier Nepalu                 | - 1806 Bhimsen Thapa 1837 |
| Król Norwegii                  | - 1784 Fryderyk VI 1814 |
| Sułtan Omanu                   | - 1807 Sa’id ibn Sultan 1856 |
| Papież                         | - 1800 Pius VII 1823 |
| Konsul Paragwaju               | - 1813 José Gaspar Rodríguez de Francia 1814                                                                                           |
| Król Portugalii                | - 1777 Maria I 1816 |
| Król Prus                      | - 1797 Fryderyk Wilhelm III 1840 |
| Car Rosji                      | - 1801 Aleksander I 1825 |
| Król Saksonii                  | - 1806 Fryderyk August I 1827 |
| Kapitanowie Regenci San Marino | - 1812 Francesco Giannini Pietro Zoli 1813 - 1813 Marino Belluzzi Pier Antonio Damiani 1813 - 1813 Mariano Begni Giovanni Malpeli 1814 |
| Król Sardynii                  | - 1802 Wiktor Emanuel I 1821 |
| Król Szwecji                   | - 1809 Karol XIII 1818 |
| Król Tajlandii                 | - 1809 Buddha Loetla Nabhalai 1824 |
| Sułtan Turków                  | - 1808 Mahmud II 1839 |
| Prezydent USA                  | - 1809 James Madison 1817 |
| Król Węgier                    | - 1792 Franciszek 1835 |
| Monarcha Wielkiej Brytanii     | - 1760 Jerzy III 1820 |
| Premier Wielkiej Brytanii      | - 1812 Robert Jenkinson 1827 |
| Cesarz Wietnamu                | - 1802 Gia Long 1820 |
| Król Włoch                     | - 1805 Napoleon I 1814 |

Rok 1813 / MDCCCXIII
stulecia: XVIII wiek ~
XIX wiek ~
XX wiek

dziesięciolecia:
1780–1789 •
1790–1799 •
1800–1809 •
1810–1819
• 1820–1829
• 1830–1839
• 1840–1849

lata: 1803 «
1808 «
1809 «
1810 «
1811 «
1812 «
1813
» 1814
» 1815
» 1816
» 1817
» 1818
» 1823

## Wydarzenia w Polsce
- 15 stycznia – wojny napoleońskie: po zdradzie pruskiego generała Yorcka Rosjanie rozpoczęli oblężenie Gdańska.
- 5 lutego – wojny napoleońskie: polskie wojska opuściły Warszawę.
- 10 lutego – wojny napoleońskie: zwycięstwo wojsk rosyjskich nad napoleońskimi w bitwie pod Rogoźnem.
- 13 lutego – wojny napoleońskie: zwycięstwo Rosjan w bitwie pod Kaliszem.
- 28 lutego – Rosja i Prusy podpisały traktat kaliski; sojusz zaczepno-odporny przeciwko Francji.
- Wobec zajęcia znacznej części Księstwa Warszawskiego przez wojska rosyjskie, najwyższe władze oraz resztki armii Księstwa pod dowództwem ks. Józefa Poniatowskiego przeniosły się do Krakowa.
- 10 marca – król Prus Fryderyk Wilhelm III ustanowił we Wrocławiu odznaczenie wojskowe Krzyża Żelaznego.
- 13 marca – cesarz Aleksander I powołał Radę Najwyższą Tymczasową – tymczasowy rząd okupowanego przez Rosję Księstwa Warszawskiego.
- 14 marca – Wasyl Łanskoj został generał-gubernatorem Księstwa Warszawskiego.
- 25 marca – wojny napoleońskie: skapitulowała Częstochowa.
- 2 kwietnia – wojny napoleońskie: kapitulacja Jasnej Góry przed wojskami rosyjskimi.
- 3 maja – wojny napoleońskie: polskie wojska opuściły Kraków.
- 7 lipca – miejscowość Łączany zniszczona przez wielką powódź.
- 21 sierpnia – wojny napoleońskie: wojska francuskie pod dowództwem Napoleona stoczyły pierwszą bitwę nad Bobrem, zwyciężając Prusaków i Rosjan.
- 26 sierpnia – ogromna powódź, Wisła zalała Stradom, Kazimierz, Podgórze zrywając dwa mosty. Była to największa powódź jaką odnotowały kroniki miejskie Krakowa.
- 29 sierpnia – wojny napoleońskie: w drugiej bitwie nad Bobrem do niewoli dostała się 17 Dywizja gen. Puthoda.
- 8 września – wojny napoleońskie: do jenieckiego obozu przejściowego w Namysłowie (klasztor i kościół św. Franciszka) dotarło 1022 żołnierzy 17 Dywizji gen. Puthoda, którzy zostali wzięci do niewoli w drugiej bitwie nad Bobrem pod Lwówkiem Śląskim. W jej skład wchodził 3 Pułk Cudzoziemski Legionu Irlandzkiego.
- 30 października – wojny napoleońskie: gen. Jan Henryk Dąbrowski został naczelnym wodzem wojsk polskich Księstwa Warszawskiego.
- 31 października – Gdańsk: wskutek rosyjskiego bombardowania miasta spłonęły 132 spichrze na Wyspie Spichrzów.
- 22 listopada – wojny napoleońskie: skapitulował broniony przez polską załogę Zamość.
- 29 listopada – wojny napoleońskie: skapitulował Gdańsk. W obronie uczestniczyły 5, 10 i 11 pułk polskiej piechoty.
- 1 grudnia – wojny napoleońskie: skapitulowała Twierdza Modlin.

## Wydarzenia na świecie
- 5 stycznia – Dania ogłosiła bankructwo.
- 13 stycznia – Wojna rosyjsko-perska (1804–1813) – po tygodniowym oblężeniu siły rosyjskie zdobywają miasto Lenkoran.
- 28 stycznia – ukazała się drukiem Duma i uprzedzenie, najpopularniejsza powieść angielskiej pisarki Jane Austen.
- 31 stycznia – Austria i Rosja podpisały rozejm.
- 2 lutego – zwycięstwo powstańców argentyńskich nad Hiszpanami w bitwie pod San Lorenzo.
- 6 lutego – w Teatro La Fenice w Wenecji odbyła się premiera opery Tankred Gioacchino Rossiniego.
- 18 lutego – został podpisany sojusz rosyjsko-pruski.
- 20 lutego – powstańcy argentyńscy pokonali Hiszpanów w bitwie pod Saltą.
- 3 marca – okupowana od 3 lat przez Brytyjczyków francuska Gwadelupa została na 15 miesięcy scedowana na rzecz Szwecji.
- 10 marca – król Prus Fryderyk Wilhelm III ustanowił order Krzyża Żelaznego.
- 11 marca – VI koalicja antyfrancuska: wojska rosyjskie wkroczyły do Berlina.
- 16 marca – Prusy wypowiedziały wojnę Francji.
- 17 marca – nazajutrz po wypowiedzeniu wojny napoleońskiej Francji, król Prus Fryderyk Wilhelm III wydał odezwę „An Mein Volk” („Do mego ludu”) odwołującą się do uczuć patriotycznych jego poddanych.
- 29 marca – przyszły prezydent USA John Tyler ożenił się z Letitią Christian.
- 5 kwietnia – VI koalicja antyfrancuska: zwycięstwo wojsk prusko-rosyjskich nad francuskimi w bitwie pod Möckern.
- 13 kwietnia – wojny napoleońskie w Hiszpanii i Portugalii: zwycięstwo wojsk angielsko-hiszpańskich nad francuskimi w bitwie pod Castallą.
- 15 kwietnia – Napoleon Bonaparte opuścił Paryż.
- 27 kwietnia – wojna brytyjsko-amerykańska: zwycięstwo Amerykanów w bitwie pod Yorkiem (obecnie Toronto).
- 2 maja – VI koalicja antyfrancuska: zwycięstwo wojsk francuskich nad rosyjsko-pruskimi w bitwie pod Lützen.
- 20 maja – VI koalicja antyfrancuska: rozpoczęła się bitwa pod Budziszynem.
- 21 maja – VI koalicja antyfrancuska: zwycięstwo wojsk francuskich nad prusko-rosyjskimi w bitwie pod Budziszynem.
- 22 maja – w Wenecji odbyła się premiera opery Włoszka w Algierze Gioacchina Rossiniego.
- 27 maja – wojna brytyjsko-amerykańska: wojska amerykańskie zdobyły Fort George.
- 28 maja – w teatrze w Buenos Aires odbyło się premierowe wykonanie hymnu Argentyny.
- 6 czerwca:
  - VI koalicja antyfrancuska: zwycięstwo wojsk prusko-rosyjskich nad francuskimi w bitwie pod Luckau.
  - wojna brytyjsko-amerykańska: zwycięstwo wojsk brytyjsko-kanadyjskich w bitwie pod Stoney Creek w Ontario.
- 21 czerwca – wojny napoleońskie: wojska brytyjskie w bitwie pod Vitorią rozbiły wojska francuskie.
- 22 czerwca – wojna brytyjsko-amerykańska: lojalistka Laura Secord z okupowanego przez Amerykanów południowego Ontario, po przypadkowym poznaniu planów stacjonującego w jej domu amerykańskiego sztabu dotyczących niespodziewanego ataku na oddział brytyjski, udała się w 32-kilometrową pieszą wędrówkę w stronę pozycji Brytyjczyków, którzy dzięki jej informacjom uniknęli klęski i sami odnieśli zwycięstwo w stoczonej 24 czerwca bitwie pod Beaver Dams.
- 24 czerwca – wojna brytyjsko-amerykańska: zwycięstwo Brytyjczyków w bitwie pod Beaver Dams.
- 15 sierpnia – Austria wypowiedziała Francji wojnę.
- 23 sierpnia – wojny napoleońskie: Francuzi ponieśli klęskę w bitwie pod Großbeeren.
- 26-27 sierpnia – wojny napoleońskie: bitwa pod Dreznem (Napoleon Bonaparte rozgromił zjednoczone wojska austriacko-rosyjsko-pruskie).
- 26 sierpnia – VI koalicja antyfrancuska: bitwa nad Kaczawą.
- 30 sierpnia – wojny napoleońskie: bitwa pod Kulm zniweczyła sukces Napoleona osiągnięty pod Dreznem.
- 6 września – VI koalicja antyfrancuska: Królewska Armia Pruska pokonała armię francuską i sprzymierzonych z nią Sasów w bitwie pod Dennewitz.
- 10 września – wojna brytyjsko-amerykańska: bitwa o jezioro Erie.
- 5 października – wojna brytyjsko-amerykańska: miała miejsce bitwa pod Moraviantown.
- 8 października – wojny napoleońskie: armia Wellingtona wkroczyła do Francji.
- 16-19 października – wojny napoleońskie: w okolicach Lipska została stoczona tzw. bitwa narodów (bitwa pod Lipskiem), w której wojska Napoleona I poniosły ostateczną klęskę z koalicją Prus, Austrii, Rosji i Szwecji.
- 19 października – w nurtach Elstery, osłaniając odwrót sił Napoleona – pokonanych w czterodniowej bitwie pod Lipskiem przez wojska VI koalicji – zginął książę Józef Poniatowski.
- 25 października – wojna brytyjsko-amerykańska: armia brytyjska zwyciężyła w bitwie pod Châteauguay.
- 30-31 października – wojny napoleońskie: zwycięstwo francuskie nad wojskami austriacko-bawarskimi w bitwie pod Hanau.
- 6 listopada – zwołany przez księdza José Maríę Morelosa w Chilpancingo Kongres Narodowy proklamował niepodległość republikańskiego Meksyku.
- 11 listopada – wojna brytyjsko-amerykańska: bitwa pod farmą Cryslera.
- 5 grudnia – wojska Simona Bolivara pokonały Hiszpanów w bitwie pod Araure.
- 11 grudnia – VI koalicja antyfrancuska: Napoleon Bonaparte zawarł separatystyczny pokój z Hiszpanią podpisując traktat w Valençay.
- 29-30 grudnia – wojna brytyjsko-amerykańska: brytyjscy żołnierze spalili Buffalo.
- Na mocy pokoju Rosji z Iranem Rosjanie zajęli Chanat Azerbejdżański oraz Dagestan.
- Ogłoszono bawarski kodeks karny autorstwa Paula Johana Anselma Feuerbacha.

## Urodzili się
- 6 stycznia – Hipolit Cegielski, polski nauczyciel, filolog i przemysłowiec (zm. 1868)
- 16 stycznia – Georges Darboy, francuski duchowny katolicki, arcybiskup Paryża (zm. 1871)
- 19 stycznia – Maria Caterina Troiani, włoska zakonnica, błogosławiona katolicka (zm. 1887)
- 21 stycznia – John Frémont, amerykański generał, podróżnik, odkrywca, polityk, senator ze stanu Kalifornia (zm. 1890)
- 23 stycznia – Camilla Collett, norweska pisarka, feministka (zm. 1895)
- 7 lutego – Karol Ernest Henryk Wedel, niemiecki cukiernik, założyciel firmy E.Wedel (zm. 1902)
- 24 lutego – Henryk Michał Kamieński, polski działacz niepodległościowy (zm. 1866)
- 5 marca – Kazimierz Gzowski, polski działacz niepodległościowy i budowniczy (zm. 1898)
- 18 marca – Friedrich Hebbel, niemiecki dramatopisarz i poeta
- 19 marca – David Livingstone, podróżnik angielski
- 15 kwietnia – Theodor Kotschy, austriacki botanik i podróżnik (zm. 1866)
- 23 kwietnia
  - Antoine-Frédéric Ozanam, francuski historyk, błogosławiony katolicki (zm. 1853)
  - Stephen A. Douglas, amerykański polityk, senator ze stanu Illinois (zm. 1861)
- 5 maja – Søren Kierkegaard, filozof duński
- 22 maja – Richard Wagner, kompozytor niemiecki (zm. 1883)
- 1 lipca – Ignacy Falzon, maltański duchowny katolicki, błogosławiony (zm. 1865)
- 24 września – Zefiryn Agostini, włoski duchowny, założyciel Urszulanek Córek Maryi Niepokalanej, błogosławiony katolicki (zm. 1896)
- 26 września – Hiram McCullough, amerykański polityk, kongresman ze stanu Maryland (zm. 1885)
- 10 października – Giuseppe Verdi, kompozytor włoski (zm. 1901)
- 17 października – Georg Büchner, niemiecki pisarz (zm. 1837)
- 6 listopada
  - Maria od Krzyża di Rosa, włoska zakonnica, założycielka Zgromadzenia Służebnic Miłosierdzia, święta katolicka (zm. 1855)
  - Nikołaj Ogariow, rosyjski poeta, prozaik, myśliciel oraz rewolucjonista (zm. 1877)
- 13 listopada – Allen Thurman, amerykański polityk, senator ze stanu Ohio (zm. 1895)
- 8 grudnia – Adolf Kolping, niemiecki ksiądz katolicki, błogosławiony (zm. 1865)
- 10 grudnia – Zachariah Chandler, amerykański polityk, senator ze stanu Michigan (zm. 1879)
- 26 grudnia – Abraham Coles, poeta amerykański (zm. 1891)

## Święta ruchome
- Tłusty czwartek: 25 lutego
- Ostatki: 2 marca
- Popielec: 3 marca
- Niedziela Palmowa: 11 kwietnia
- Wielki Czwartek: 15 kwietnia
- Wielki Piątek: 16 kwietnia
- Wielka Sobota: 17 kwietnia
- Wielkanoc: 18 kwietnia
- Poniedziałek Wielkanocny: 19 kwietnia
- Wniebowstąpienie Pańskie: 27 maja
- Zesłanie Ducha Świętego: 6 czerwca
- Boże Ciało: 17 czerwca